# Местякен (Брад, Хунедоара)
Местякен (рум. Mesteacăn) — село у повіті Хунедоара в Румунії. Адміністративно підпорядковане місту Брад.
Село розташоване на відстані 322 км на північний захід від Бухареста, 31 км на північ від Деви, 95 км на південний захід від Клуж-Напоки, 125 км на схід від Тімішоари.

## Населення
За даними перепису населення 2002 року у селі проживали 615 осіб, з них 611 осіб (99,3%) румунів. Рідною мовою 611 осіб (99,3%) назвали румунську.